# The Matches
The Matches est un groupe de pop punk américain, originaire d'Oakland, en Californie.
Le groupe est composé de Shawn Harris (chant et guitare rythmique), Jonathan Devoto (guitare et chœurs), Matt Whalen (batterie) et Dylan Rowe (basse et chœurs) qui a remplacé Justin SanSouci en 2008.

## Biographie

### Débuts (1997–2005)
Le groupe est formé sous le nom de The Locals en 1997 par Justin San Souci, Matt Whalen, Matt Esposito, et Shawn Harris. À cette période, les quatre membres étudiaient au Bishop O'Dowd High School. Matt Esposito quitte le groupe pour s'inscrire à l'US Naval Academy, et Henry Dietzel est recruté pour prendre sa place. Dietzel reste dans le groupe jusqu'à fin 2001 et est remplacé par Jon Devoto. Ils joueront à leurs débuts du ska composant des chansons comme People on the Block, et Studio 5866.
Finalement, leur style commencera à tendre vers le rock alternatif. Ils s'inspireront à ce moment de groupes de la baie Est tels que Green Day et Rancid, aet groupes et musiciens plus grand public comme Elvis Costello, David Bowie, The Who et Joe Jackson. Par la suite ils changeront de nom pour éviter d'enfreindre les droits d'auteurs à cause d'un groupe homonyme.
Après avoir changé de nom pour The Matches, ils auto-produisent leur premier album, E. Von Dahl Killed the Locals. Par la suite, ils signent au label Epitaph Records de Brett Gurewitz, auquel ils rééditent leur album. La version publiée par Epitaph manque la chanson Superman, mais comprend les chansons Borderline Creep et More than Local Boys. Leur chanson Audio Blood est incluse dans la bande son du jeu vidéo Burnout 3: Takedown.

### DecomposeretA Band in Hope(2006–2008)
Leur deuxième album, Decomposer, est publié le 12 septembre 2006. L'album fait participer neuf producteurs dont Tim Armstrong, Nick Hexum, Mark Hoppus, et John Feldmann. The Matches participeront au Vans Warped Tour 2007 en soutien à l'album. The Matches joue avec d'autres groupes comme All Time Low, et The Rocket Summer. The Matches jouent aussi au Soundwave en Australie en fin février et début mars 2008.
Le groupe termine un troisième album, A Band In Hope, publié le 18 mars 2008. Cet album fait aussi participer plusieurs producteurs tels que Nick Hexum, John Feldmann, Tim Armstrong, Miles Hurwitz, Mike Green, John Paulsen, et Paul Ruxton. L'album filtrera le 11 février 2008. Le 9 juillet 2008, le groupe annonce le départ du bassiste Justin SanSouci.
Le 7 août 2008, The Matches annoncent l'arrivée de Dylan Rowe de Nashville, dans le Tennessee, à la basse. Il remplace Justin SanSouci à l'Oakland Art and Soul Festival le 30 août 2008. Les chansons The Arm et Wake the Sun sont incluses dans la bande son de Urban Outfitters Summer.

### Retours (depuis 2014)
Après cinq ans de pause, en février 2014,  groupe poste un message sous le hashtag #oldschoolmatches sur Facebook, laissant entendre un éventuel retour. Le 12 mai 2014 le groupe publie une vidéo sur YouTube annonçant leur apparition au Slim's à San Francisco le 8 novembre pour célébrer les 10 ans de E. Von Dahl Killed the Locals. Le groupe achèvera également une tournée australienne. Ils feront deux concerts au Fillmore de San Francisco. Le 1er février 2016, le groupe annonce une tournée pour l'album Decomposer. Un film documentaire sur le groupe, intitulé Bleeding Audio, a été présenté dans des festivals de cinéma en 2020.

## Membres

### Membres actuels
- Shawn Harris – guitare rythmique, chant
- Matt Whalen – batterie
- Jonathan Devoto – guitare solo, chœurs
- Justin San Souci – basse, chœurs

### Anciens membres
- Dylan Rowe – basse, chœurs (2008–2009)
- Matt Esposito – guitare, chœurs
- Henry Dietzel – guitare, chœurs

## Discographie

### Albums studio
- 2003 : E. Von Dahl Killed the Locals
- 2006 : Decomposer
- 2008 : A Band in Hope

### Compilation
- 2009 : The Matches Album 4, Unreleased; Graphics? Title? Or Not Needed?

### Albums live
- 2014 : 10YearsEVDKTL
- 2016 : Recomposer

### DVD
- 2004 : The Show Must Go Off!: Live at the House of Blues

### Clips
- Chain Me Free (2006)
- Papercut Skin (2006)
- Salty Eyes (2007)
- Wake the Sun (2008)
- Yankee in a Chip Shop (2008)
- Life of a Match (2015)
- Little Maggots (2016)